# Longithorax capensis
Longithorax capensis är en kräftdjursart som beskrevs av John Todd Zimmer 1914. Longithorax capensis ingår i släktet Longithorax och familjen Mysidae. Inga underarter finns listade i Catalogue of Life.